# فرخنده رخ‌سیاه
فرخنده رخ‌سیاه (نام علمی: Schistochlamys melanopis) گونه‌ای از پرندگان تیرهٔ فرخندگان (Thraupidae) است.
در بولیوی، برزیل، کلمبیا، اکوادور، گویان فرانسه، گویان، پاراگوئه، پرو، سورینام و ونزوئلا یافت می‌شود. زیستگاه طبیعی آن جنگل‌های جلگه‌ای نمناک نیمه‌گرمسیری یا گرمسیری، ساوانای خشک و درختچه‌های خشک نیمه‌گرمسیری یا گرمسیری است.

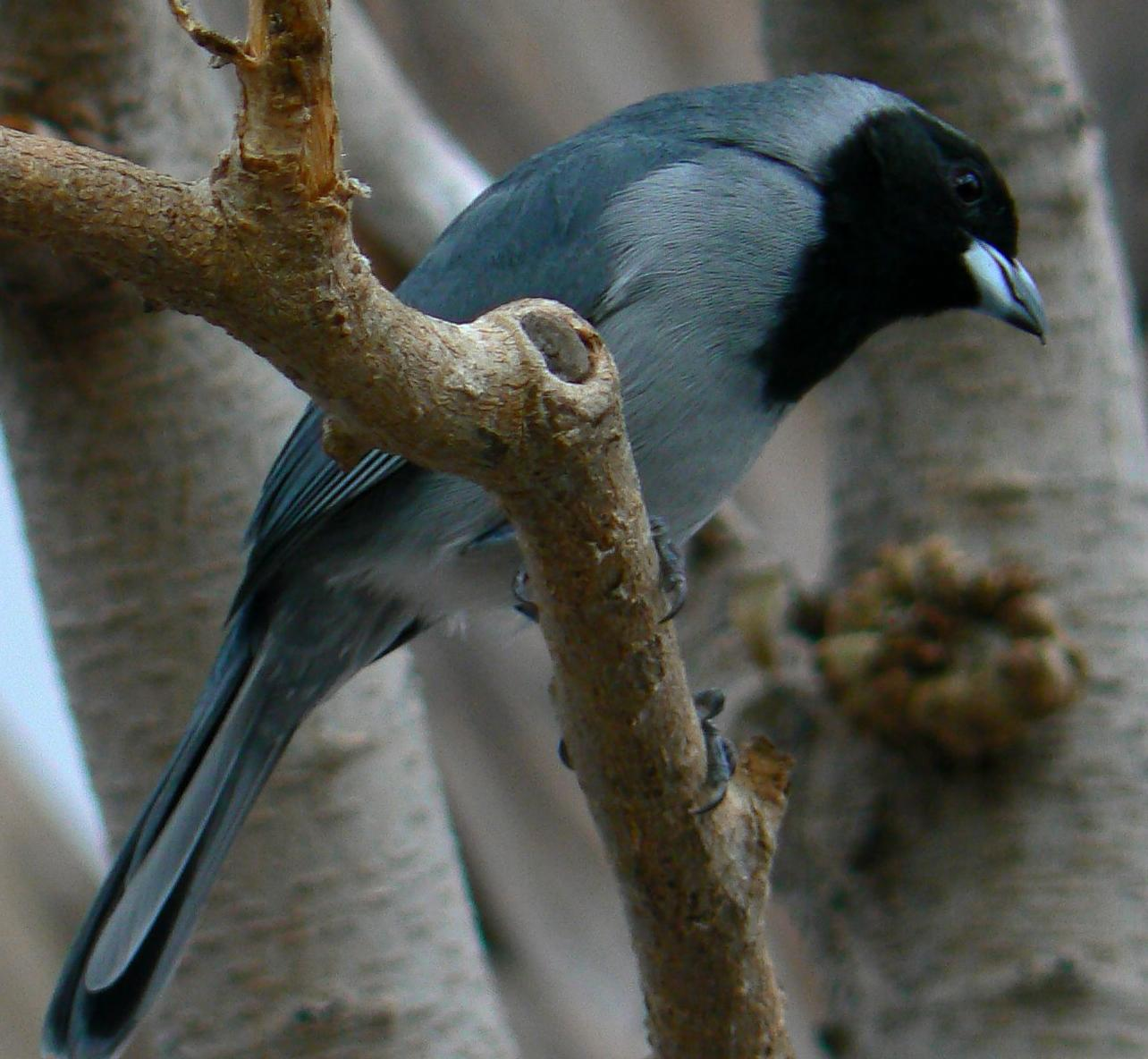
فرخنده رخ‌سیاه